# Toshinobu Okumura
Toshinobu Okumura (奥村 利信?; fl. XVIII secolo) è stato un pittore e incisore giapponese, rappresentante del genere ukiyo-e.

## Biografia

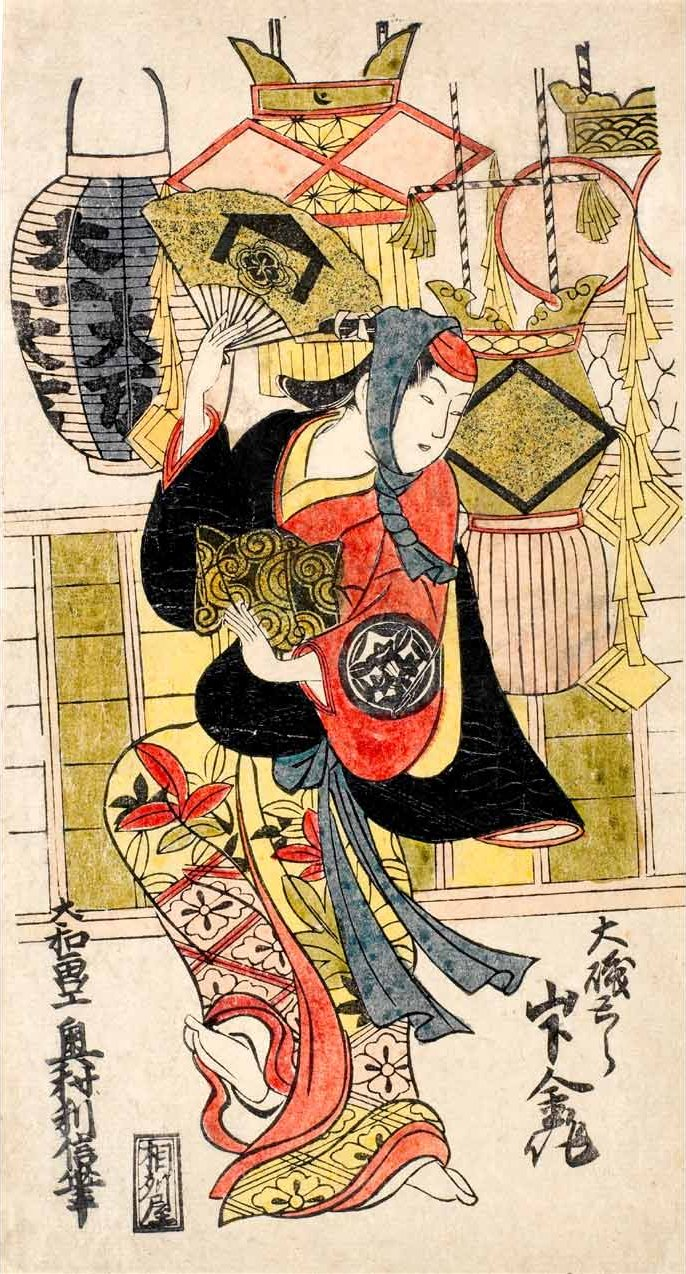
"L'attore Yamashita Kinsaku I nei panni di Tora Gozen", circa 1720

Fu l'unico vero discepolo di Okumura Masanobu ma non si sa se fosse suo figlio o suo fratello. Si ignora anche la data di nascita ma fu sicuramente attivo dal 1725 a circa il 1750, morendo quasi sicuramente prima del suo maestro. Del suo maestro assunse quasi tutti gli stilemi e le innovazioni. Pur variando molto nei soggetti e nelle tecniche mantenne la qualità delle sue realizzazioni sempre molta alta, quasi al livello del maestro pur non avendone la stessa vena umoristica.